# Hermaios (Töpfer)

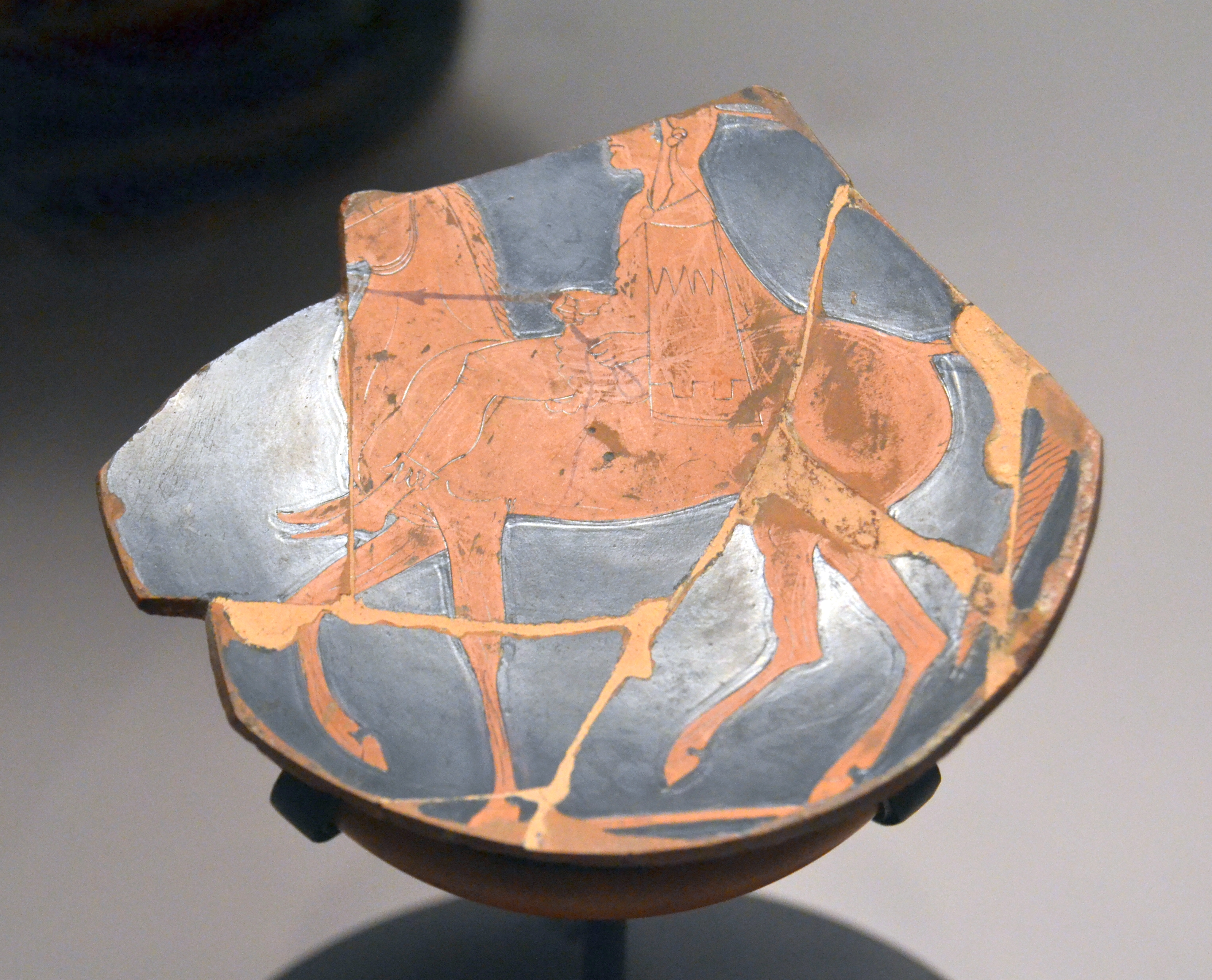
Fragmentiertes Tondo mit der Darstellung eines Reiters in thrakischer Tracht; signiert vom Töpfer Hermaios, verziert vom Hermaios-Maler

Hermaios (altgriechisch Ἑρμαῖος) war ein griechischer Töpfer, der am Ende des 6. Jahrhunderts v. Chr. in Athen tätig war.
Von ihm sind vier signierte rotfigurige Schalen bekannt, deren Bemalung, immer nur im Innenbild, dem nach ihm benannten Hermaios-Maler zugeschrieben wird:
- Boston, Museum of Fine Arts 03.844
- London, British Museum E 34
- London, British Museum 96.10-22.1
- St. Petersburg, Hermitage 647

Die beiden Londoner Schalen sind zwei frühe Beispiele der Form C der attischen Schalen, die kurz zuvor vom Töpfer Kachrylion perfektioniert wurde. Der Hermaios-Maler arbeitete wohl nach seiner Zeit bei Hermaios auch bei eben jenem Kachrylion.